# Cyphostemma bainesii
Cyphostemma bainesii es una especie de pequeño árbol perteneciente a la familia Vitaceae. Es originaria de Namibia y Sudáfrica.

## Descripción
Es un pequeño árbol o arbusto suculento y perennifolio que alcanza un tamaño de 1 metro de altura con hojas verdes de hasta 27 centímetros de largo por 11 de ancho. Se encuentra a una altitud de   1200 - 1400 metros en Namibia y Sudáfrica.

## Taxonomía
Cyphostemma bainesii fue descrita por (Hook.f.) Desc. y publicado en Naturalia monspeliensia. Série botanique. 18: 218, en el año 1967.
Sinonimia
- Cissus seitziana Gilg & M.Brandt (1911)
- Cissus bainesii (Hook.f.) Gilg & M.Brandt
- Vitis bainesii Hook. f. basónimo[3]